# Караманов, Ацо
Ацо Караманов (макед. Ацо Караманов; 31 января 1927 года — 7 октября 1944 года) — македонский прозаик и поэт, переводчик, партизан.

## Биография
Караманов родился в македонском городе Радовиш, ранее находившимся в Югославии. Был старшим ребенком в семье. Когда ему было всего три месяца, семья покинула родные места, так как этого требовала служба отца, и отправилась в Белград.
С самого начала обучения проявил интерес к стихотворениям. Начал писать стихи в раннем возрасте — 9 лет. Учился в средней школе в Смедерево, которую окончил с отличием, с 1937 года — в Первой мужской средней школе в Скопье. В школе получал образование на сербском языке, с началом Второй мировой войны, находясь в болгарской оккупации, получал образование на болгарском языке. Он быстро освоил болгарский язык, читать и переводил болгарских поэтов.
Во время Второй Мировой Войны Караманов воевал против фашистов. С мае 1944 года жил городе Радовише. С сентября 1944 года воевал в составе Тринадцатой македонской бригады. Получил тяжелое ранение во время разведки в селе Смоймирово. Умер 7 октября 1944 года.
Караманов прожил всего 17 лет, но его стихи остались свидетельством прошедшей войны. Он является одним из основоположников современной македонской литературы.

## Творчество
За свою короткую жизнь Караманов успел выпустить книгу своих стихов. Его перу принадлежат около 280 поэтических произведений, дневники, записные книжки, дневниковые записи, рисунки карикатур.
Творчество поэта делится на пять временных периодов: первые попытки, раннее творчество, тексты песен 1942 года, стихи 1943 года и заключительный творческий этап.
В настоящее время известны его работы:
- «Красная весна», опубликовано в 1963, 1984 и 1989 годах;
- «Проза», издано в 1981 году;
- «Серебряные сны», опубликовано в 2006 году;
- «Великая песня Ацо Караманова», опубликовано в 2006 году.

## Память
В городе Радовиш (Radoviš) каждый год в его честь проводится поэтический фестиваль « Карамановские поэтические встречи», в котором участвуют поэты всех балканских стран.
Именем поэта названы улицы в Скопье и культурный центр в Радовише, народный музыкальный ансамбль «Ацо Караманова».